# Arequipa-Antofalla
Il basamento cristallino di Arequipa-Antofalla si trova al di sotto delle Ande centrali in corrispondenza della parte nordoccidentale dell'Argentina, della parte settentrionale del Cile e meridionale del Perù.
Da un punto di vista geologico esso corrisponde a un cratone, a un terrane o a un blocco di crosta continentale.
L'Arequipa-Antofalla entrò in collisione continentale e per accrezione fu amalgamato nel cratone Amazzonico attorno a un miliardo di anni fa nel corso dell'orogenesi Sunsás. Come terrane, l'Arequipa-Antofalla conseguì una forma nastriforme durante il Paleozoico, quando fu delimitato a ovest dall'Oceano Giapeto e a est dalla Formazione Puncoviscana.